# Witteman-Lewis XNBL-1
Wittemann-Lewis NBL-1 "Barling Bomber" là một mẫu thử máy bay ném bom hạng nặng, được chế tạo cho Cục Không quân Lục quân Hoa Kỳ đầu thập niên 1920.

## Quốc gia sử dụng
Hoa Kỳ
- Cục Không quân Lục quân Hoa Kỳ

## Tính năng kỹ chiến thuật
Dữ liệu lấy từ Witteman-Lewis XNBL-1 Barling Bomber
Đặc điểm tổng quát
- Kíp lái: 7
- Chiều dài: 65 ft (19,81 m)
- Sải cánh: 120 ft (36,58 m)
- Chiều cao: 27 ft (8,23 m)
- Diện tích cánh: 4.017 sq ft[3] (381,1 m²)
- Trọng lượng rỗng: 27.132 lb[3] (12.307 kg)
- Trọng lượng có tải: 42.569 lb[3] (19.309 kg)
- Động cơ: 6 × Liberty L-12A, 420 hp (313 kW)  mỗi chiếc

 Hiệu suất bay 
- Vận tốc cực đại: 96 mph (83 knot, 155 km/h) trên mực nước biển
- Vận tốc hành trình: 61 mph (53 knot, 98 km/h)
- Tầm bay: 170 mi (149 km, 273 km)
- Trần bay: 7.725 ft (2.350 m)

Trang bị vũ khí

- Súng: 7 × súng máy.30 cal (7,62 mm)
- Bom: Lên tới 5.000 lb (2.300 kg) bom